# فرد آفریکیان
فرد آفریکیان (ارمنی: Ֆրեդ Գուրգենի Աֆրիկյան؛ زاده ۲۵ مارس ۱۹۳۷ - درگذشته ۱۳ اکتبر ۲۰۱۸) معمار، نقاش اهل ارمنستان بود.

## زندگی‌نامه
وی در ۲۵ مارس ۱۹۳۷ در آرتیک در به دنیا آمد و از دانشگاه پلی‌تکنیک ارمنستان فارغ‌التحصیل گشت. عضو اتحادیه معماران ارمنستان بود. وی همچنین برنده جوایزی همچون مدال طلای وزارت فرهنگ جمهوری ارمنستان شد. وی در ۱۳ اکتبر ۲۰۱۸ در سن ۸۱ سالگی در ایروان درگذشت.

## نگارخانه

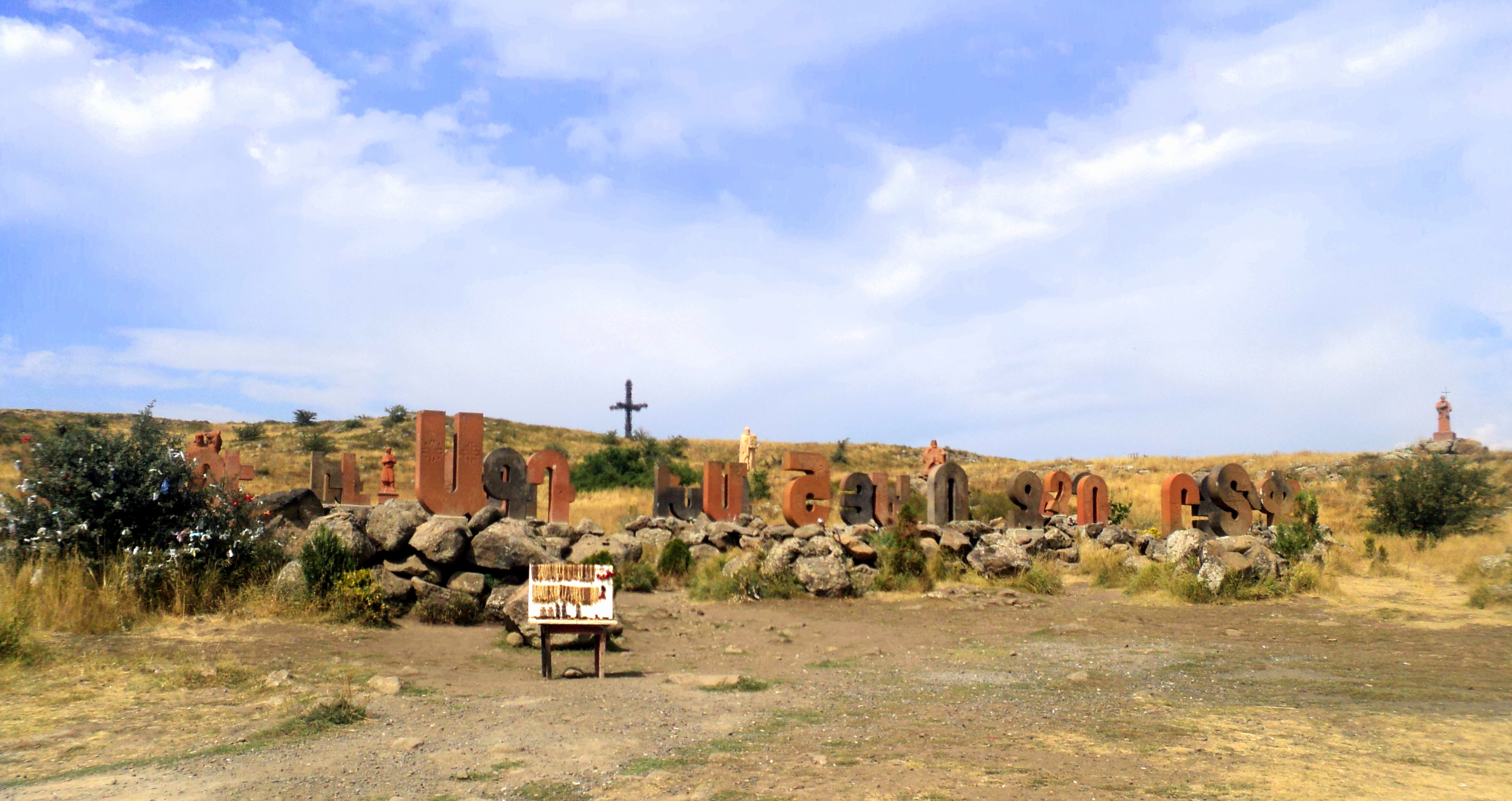
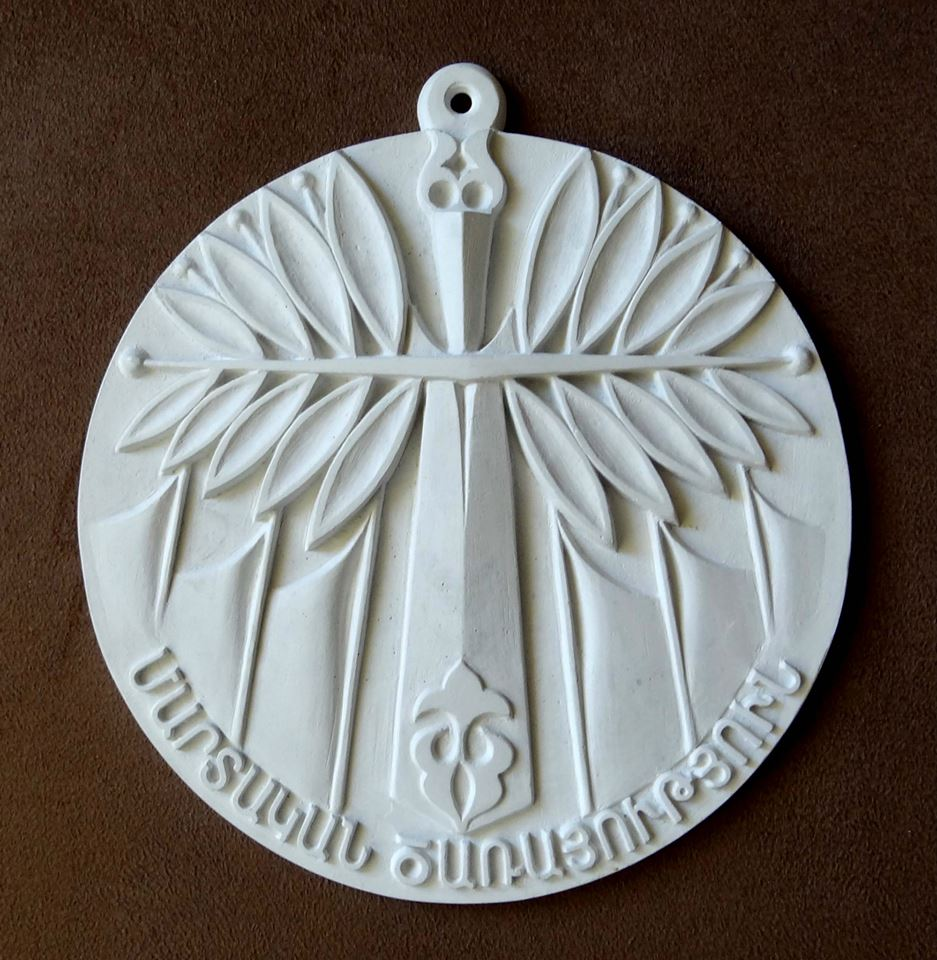
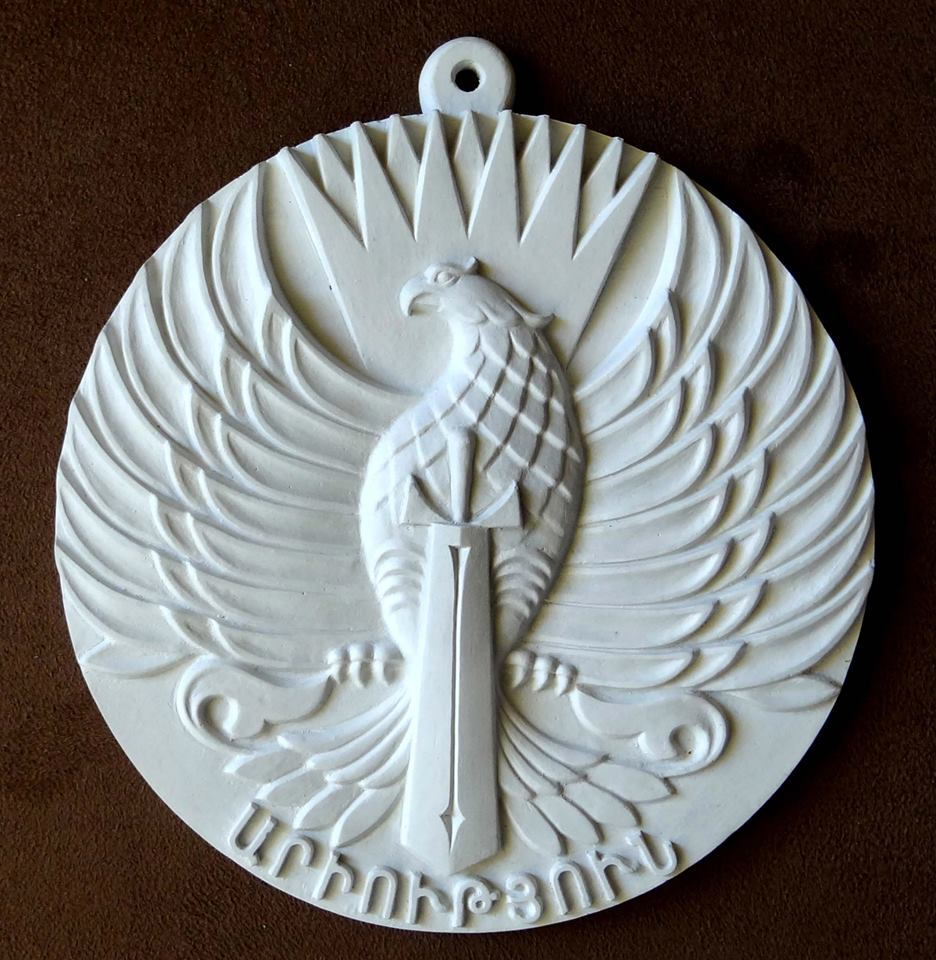
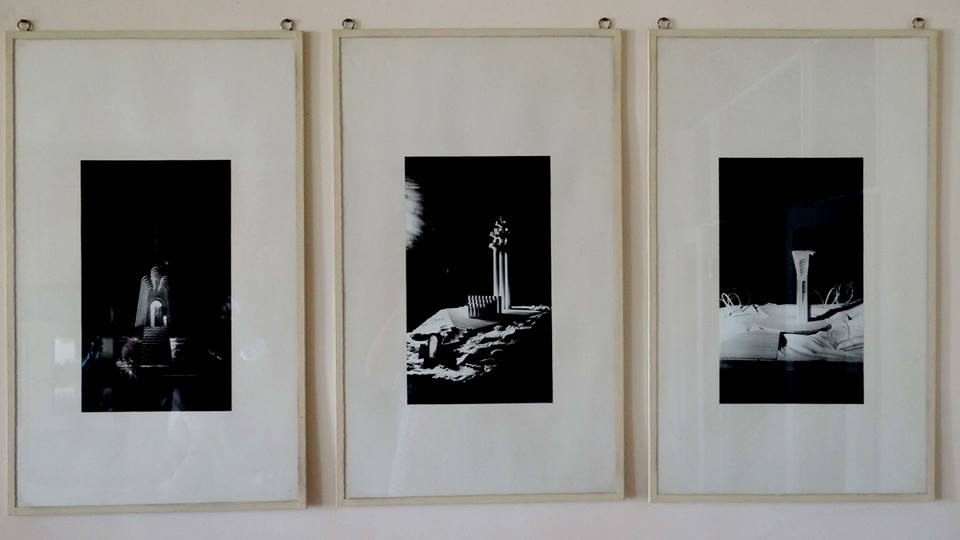
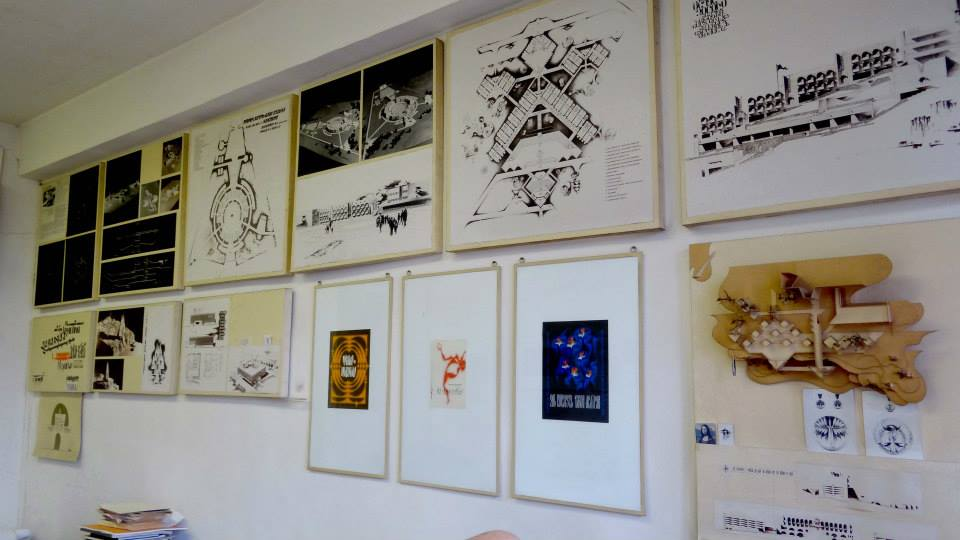
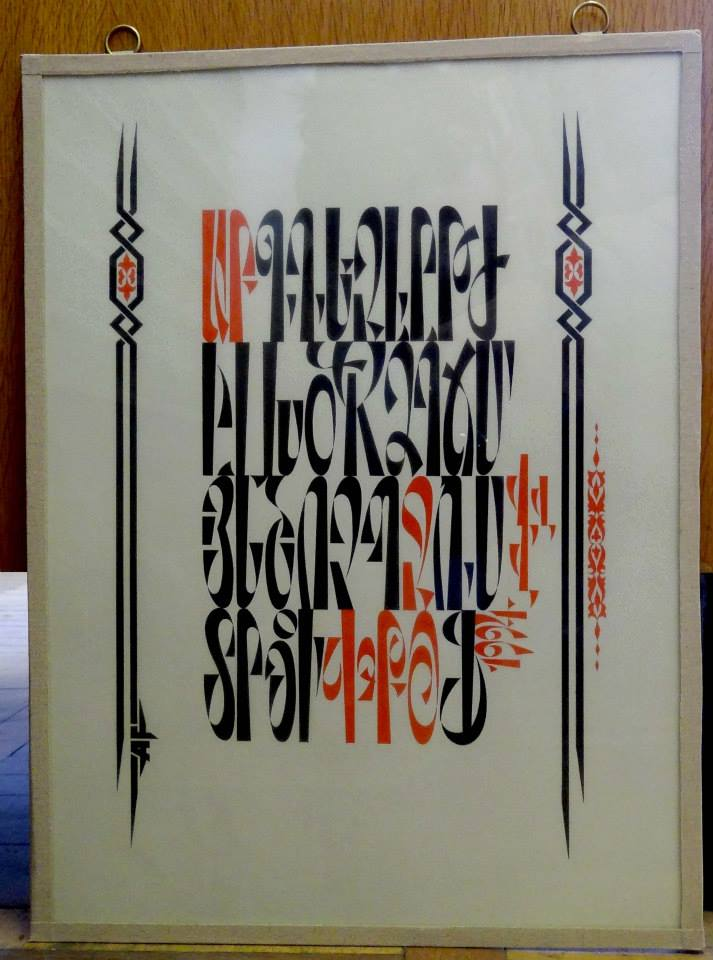
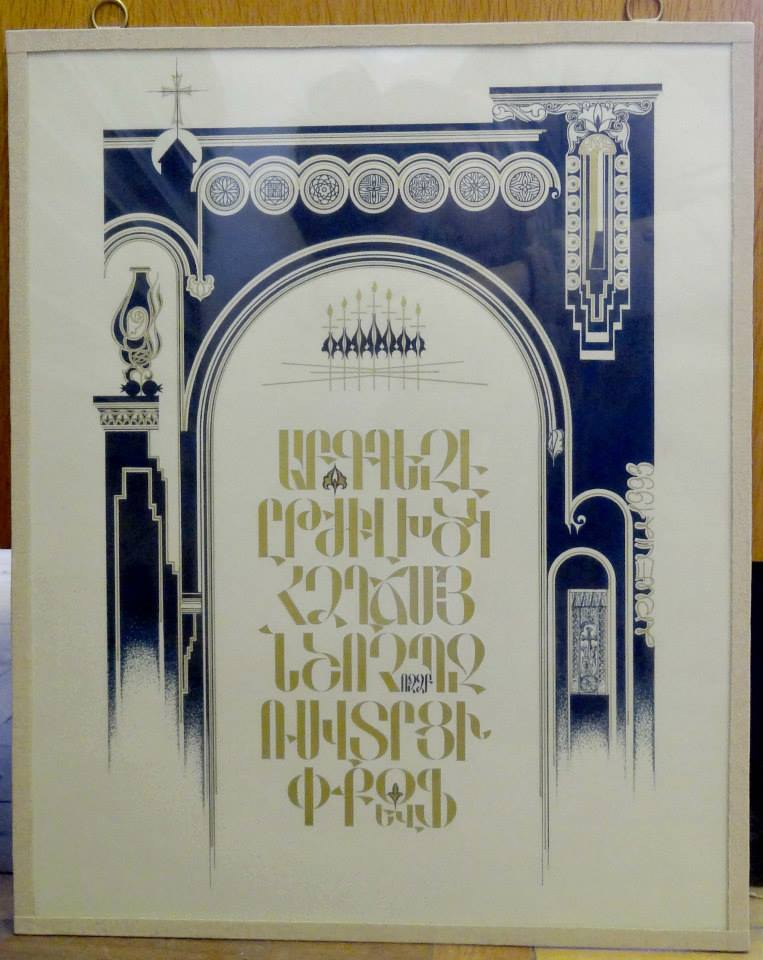
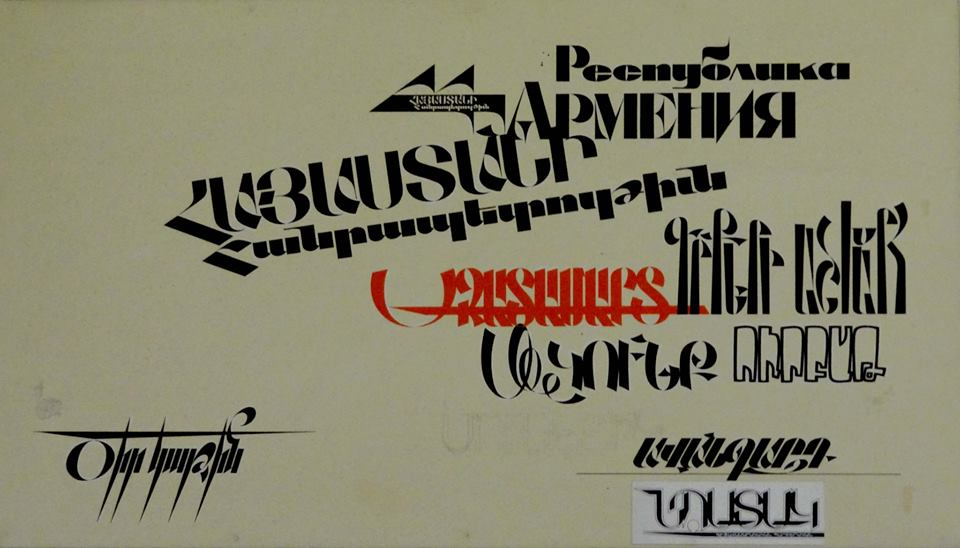
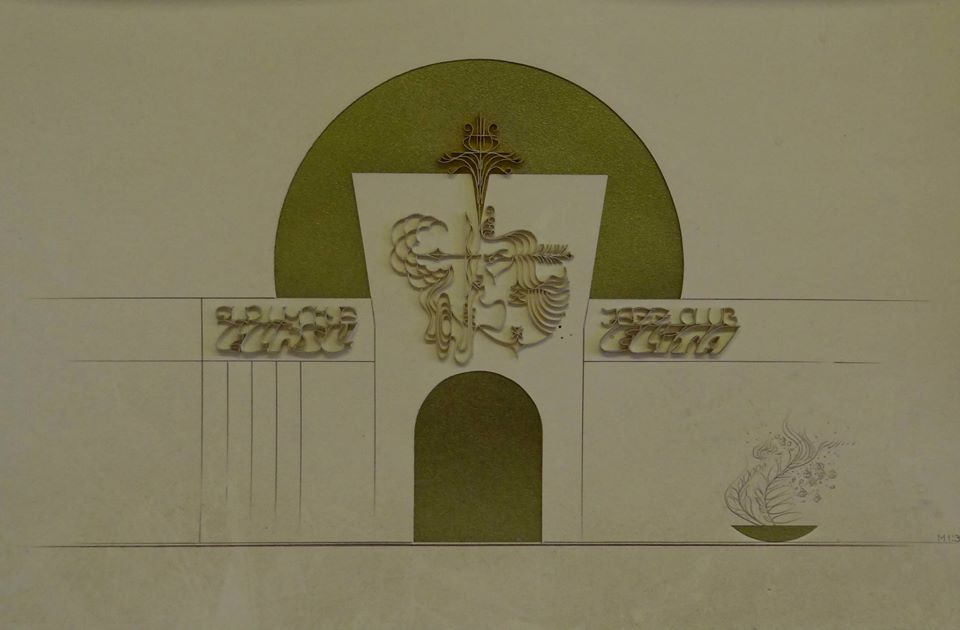
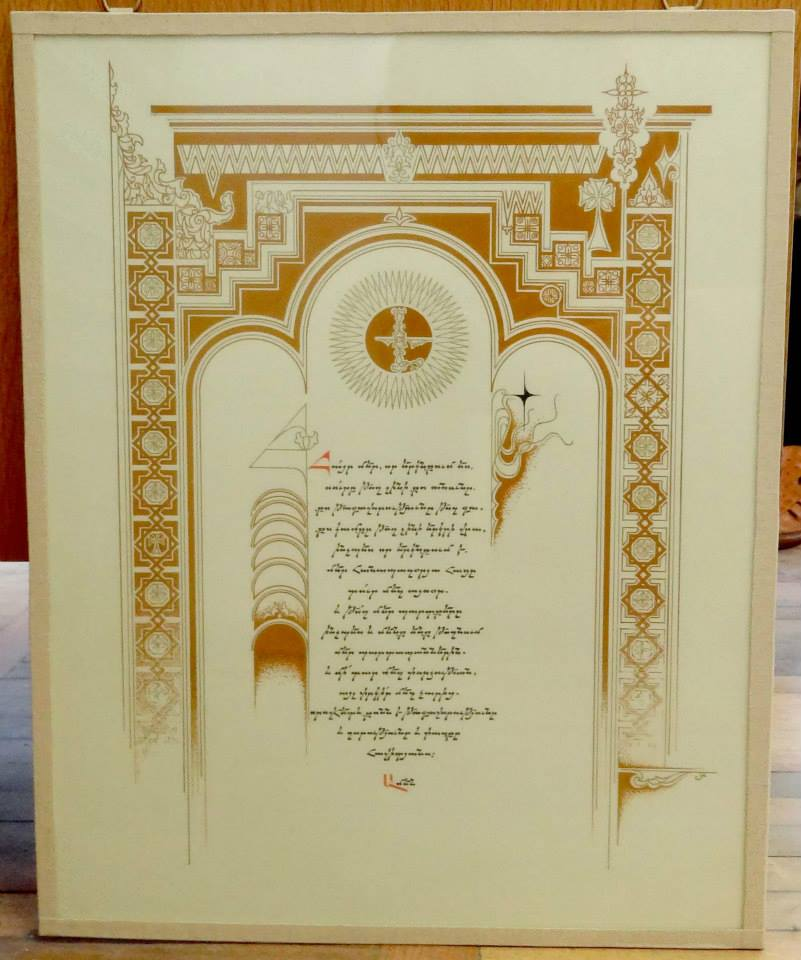